# Lineaire inductiemotor

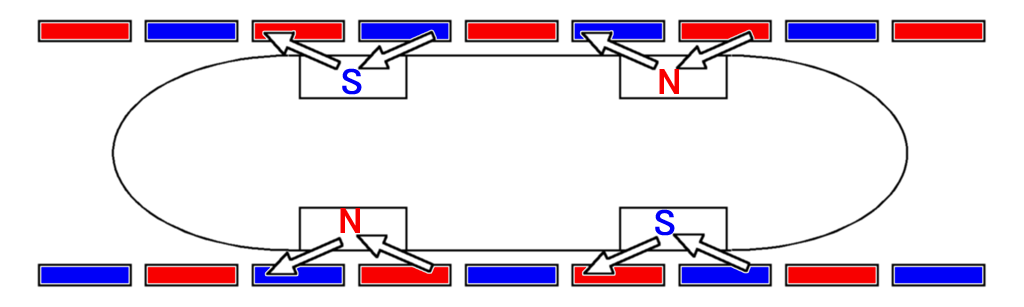
Schematisering van de aandrijving van een voertuig voorzien van LSM.

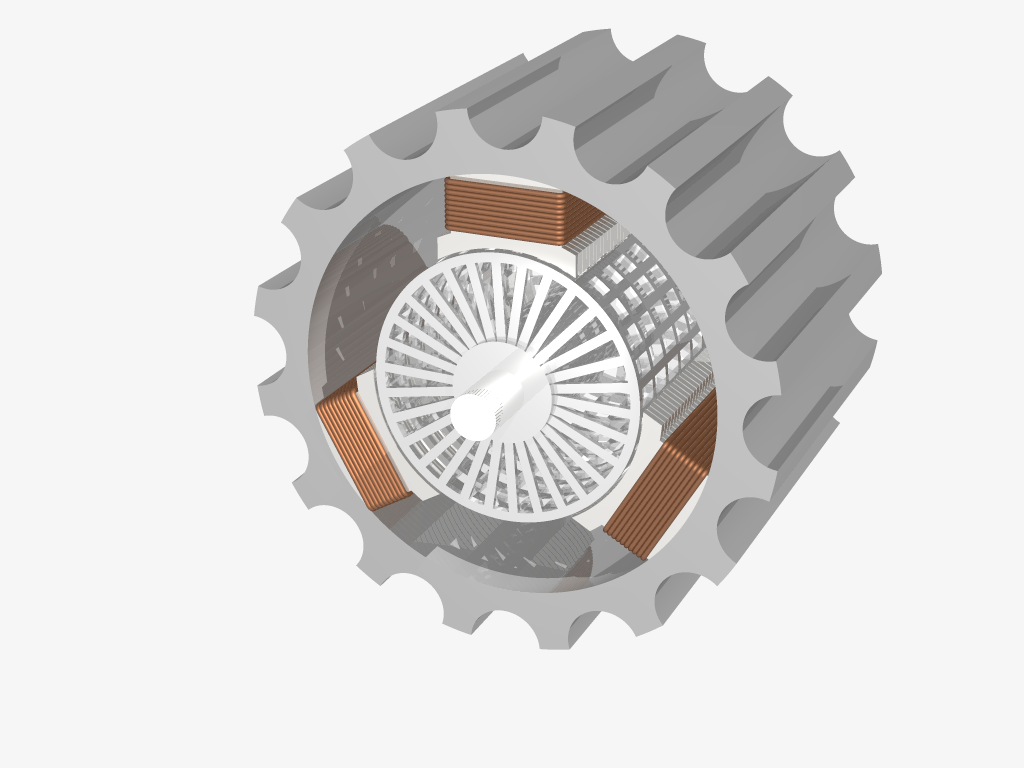
Principetekening van een conventionele elektromotor. De stator is het buitenste gedeelte, bij een LIM wordt de hele motor "uitgerold".

Een lineaire inductiemotor, afgekort LIM, is een aandrijving die net als bij een elektromotor gebaseerd is op een wisselend magnetisch veld. In essentie is het een elektromotor met een "uitgerolde" stator. In plaats van een roterende beweging produceert dit type motor een lineaire beweging, een LIM kan in principe zo lang zijn als maar nodig is.
Een LIM bestaat uit een (theoretisch) oneindig lange rij elektromagneten. Het aan te drijven voorwerp bevat een vin van een geleidend materiaal, meestal aluminium of koper. De elektromagneten creëren een continue lineaire "golf" waarbij er in de vin wervelstromen ontstaan die een tegengesteld veld veroorzaken. Zo begint de vin mee te gaan, met enige slip, in de golf van magnetisme.

## Lineaire synchrone motor
Een andere lineaire motor is de LSM. Dit staat voor lineaire synchrone motor. Dit werkt ongeveer net zoals de LIM alleen heeft het aan te drijven voorwerp een aantal magneten met een vaste polariteit. Door de magneten langs de baan zo aan te sturen dat ze op het juiste moment van polariteit wisselen kan een het voertuig op een "magnetische golf" voortgestuwd worden.

## Toepassingen
Een LIM kan voor verschillende toepassingen gebruikt worden:
- Aandrijving van voertuigen zoals treinen en magneetzweeftreinen
- Aandrijving van liften
- Aandrijving en lancering van raketten, vliegtuigen of projectielen

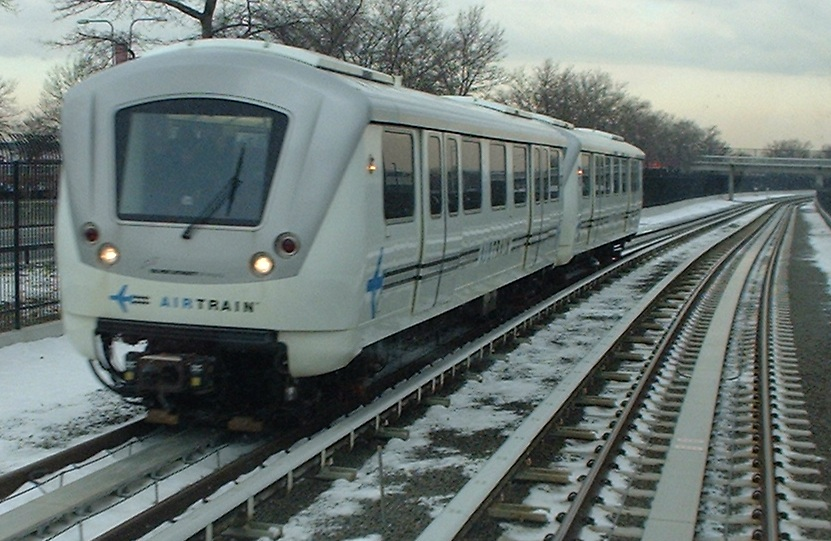
Een trein aangedreven door een LIM, de aandrijving is zichtbaar tussen de rails.

- Aandrijving van achtbanen